# 假蒟
假蒟（学名：Piper sarmentosum）是胡椒科胡椒属的植物。分布于印度、越南、印度尼西亚、菲律宾、巴布亚新几内亚、马来西亚以及中国大陆的云南、贵州、福建、西藏、广东、广西等地，生长于海拔1,400米的地区，常生长在林下和村旁湿地上，在越南，老挝都有人工种植。

## 别名
蛤蒟（通称），
越南华人通称之“罗洛”。

## 蛤蒟之中醫藥療病作用
味辛，性溫；可溫中散寒，祛風止痛

## 外部連結
- 假蒟 Jiaju （页面存档备份，存于） 藥用植物圖像資料庫 (香港浸會大學中醫藥學院) （繁體中文）（英文）